# Ǐ
La I con carón (mayúscula: Ǐ, minúscula: ǐ) es una letra del alfabeto latino extendido. 

## Uso
El carón se usa en el sistema pinyin de transcripción del chino mandarín para mostrar el tercer tono (descendente y remontante, también llamado valle).
En este sistema también se encuentran las otras 4 vocales con este diacrítico, estas son Ǎǎ, Ěě, Ǒǒ y Ǔǔ. Aparte de estas, también se encuentran con los otros 3 tonos, cada uno representado con un signo diacrítico diferente, los cuales son: tono 1 (alto y llano) signo: macrón, tono 2 (alto ascendente) signo: acento agudo y el 4º tono (descendente y breve) signo: acento grave. También podemos encontrarlas sin tono alguno, es decir, tienen un tono neutro.
La ǐ también aparece en el alfabeto de varias lenguas de Camerún y Congo como el idioma fur, lingala, bangolan, awing, koonzime y kwanja.

## Unicode
En Unicode, la mayúscula está codificada en U+01CF y la minúscula está codificada en U+01D0.
| Carácter      | Ǐ                                 | Ǐ                                 | ǐ                               | ǐ                               |
| ------------- | --------------------------------- | --------------------------------- | ------------------------------- | ------------------------------- |
| Unicode       | LATIN CAPITAL LETTER I WITH CARON | LATIN CAPITAL LETTER I WITH CARON | LATIN SMALL LETTER I WITH CARON | LATIN SMALL LETTER I WITH CARON |
| Codificación  | decimal                           | hex                               | decimal                         | hex                             |
| Unicode       | 463                               | U+01CF                            | 464                             | U+01D0                          |
| UTF-8         | 199 143                           | C7 8F                             | 199 144                         | C7 90                           |
| Ref. numérica | &#463;                            | &#x1CF;                           | &#464;                          | &#x1D0;                         |